# Championnats d'Afrique de cyclisme sur route 2011
Navigation
Championnats d'Afrique 2010 Championnats d'Afrique 2012
Les Championnats d'Afrique de cyclisme sur route 2011 se sont déroulés du 9 au 13 novembre 2011 à Asmara en Érythrée.
L'organisation de ces championnats est initialement attribuée à la Côte d'Ivoire. En mai, l'Union cycliste internationale décide de les déplacer en Érythrée, à cause de l'instabilité politique ivoirienne et malgré l'investiture récente du président Alassane Ouattara.
73 coureurs (62 hommes et 11 femmes), issus de quinze pays, participent aux compétitions.

## Résultats
| Compétitions                 | Or                                                                          | Argent                                                                                 | Bronze                                                             |
| Hommes                       |                                                                             |                                                                                        |                                                                    |
| Course en ligne              | Natnael Berhane                                                             | Tesfay Abraha                                                                          | Jacques Janse van Rensburg                                         |
| Contre-la-montre             | Daniel Teklehaimanot                                                        | Louis Meintjes                                                                         | Reinardt Janse van Rensburg                                        |
| Contre-la-montre par équipes | Érythrée Natnael Berhane Fregalsi Debesay Jani Tewelde Daniel Teklehaimanot | Afrique du Sud Reinardt Janse van Rensburg Herman Fouche Louis Meintjes Jacobus Venter | Maroc Reda Aadel Adil Jelloul Mouhssine Lahsaini Abdelati Saadoune |
| Hommes - moins de 23 ans     |                                                                             |                                                                                        |                                                                    |
| Course en ligne              | Natnael Berhane                                                             | Tesfay Abraha                                                                          | Youcef Reguigui                                                    |
| Contre-la-montre             | Louis Meintjes                                                              | Reda Aadel                                                                             | Fayçal Hamza                                                       |
| Femmes                       |                                                                             |                                                                                        |                                                                    |
| Course en ligne              | Ashleigh Moolman                                                            | Cherise Taylor                                                                         | Aurélie Halbwachs                                                  |
| Contre-la-montre             | Cherise Taylor                                                              | Ashleigh Moolman                                                                       | Aurélie Halbwachs                                                  |